# Peterbergkapelle

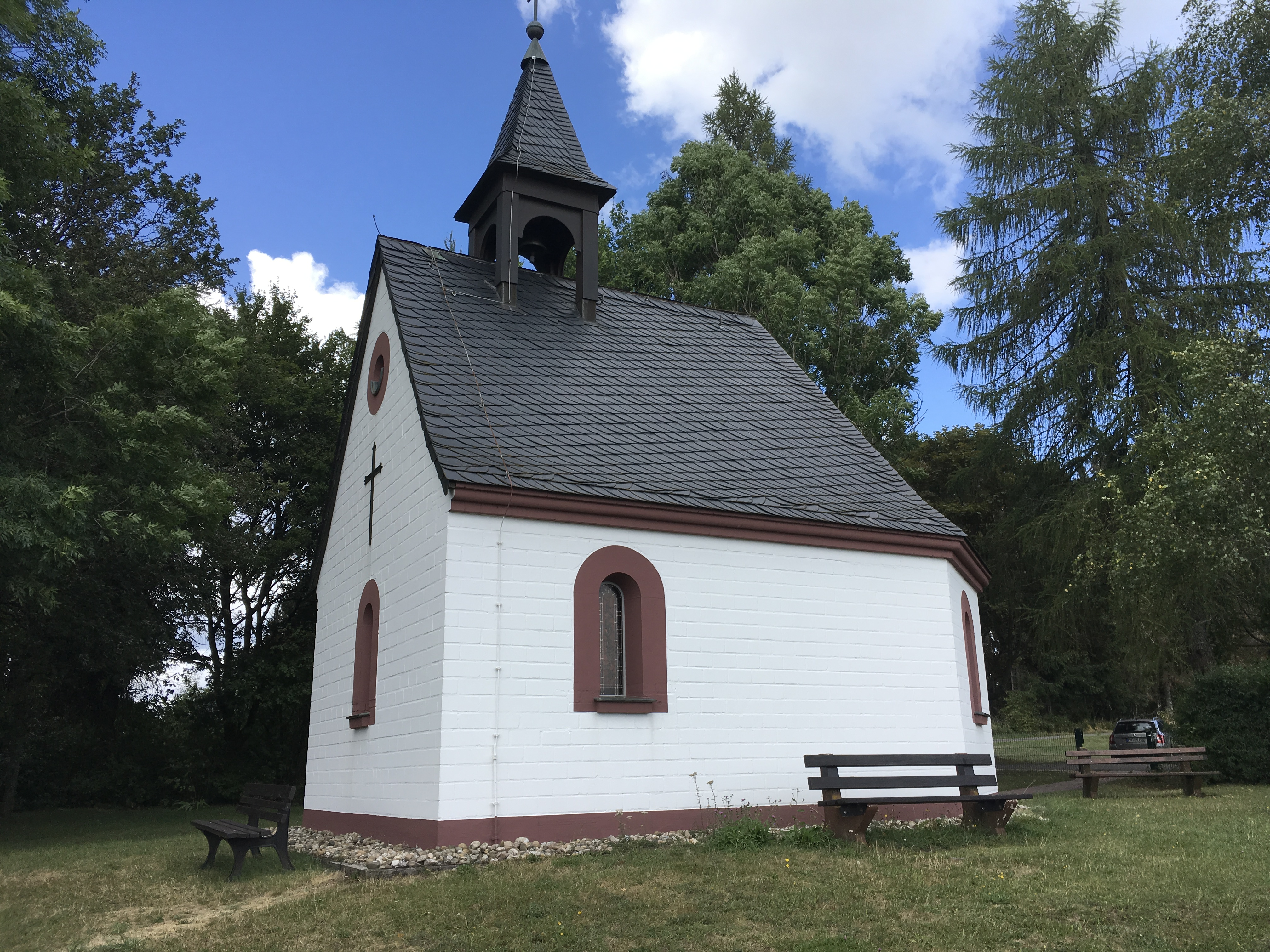
Ansicht der Peterbergkapelle von der Südseite (Eiweiler)

Die Peterbergkapelle (Peterkapelle) auf dem saarländischen Peterberg wurde im 13. Jahrhundert als Holzkapelle, am Platz eines Opferaltars, errichtet und 1539 das erste Mal urkundlich erwähnt. 1975 fand sich eine Interessengemeinschaft zusammen, die einen Neubau 1982 in die Tat umsetzte.

## Geschichtliches
Der Peterberg (Pirichberch, Berg Phede, St. Petori-Berg) galt schon in der vorchristlichen Zeit als Wetterberg, auf dem Kult-, Verehrungs- sowie Opferrituale stattfanden. 1975 grub der damalige Pastor von Kastel, Hermann Spang, in der Nähe der Kapelle einen Mahlstein (Läufer) einer Handmühle aus (ausgestellt im Heimatmuseum Wadern). Man findet auch auf den Äckern rund um den Kapellenhügel (so auch der Flurname, mundartlich: Kapellehiwwel) verschiedene Keramiksplitter unterschiedlichster Epochen. Auch nach der Christianisierung schrieb man dem Berg den Sitz von Wetterhexen zu, die für Unwetter und Missernten verantwortlich seien:

„Auf ihm kamen in der ersten Mainacht die Hexen aus dem weiten Umkreis aus allen Himmelsrichtungen zusammen, zu einem teuflichen Gelage und großen Hexenkonvent. Dabei berieten sie, wie guten Menschen geschadet werden könne.“

Eine Urkunde mit Skizze aus dem Jahr 1550 belegt den Standort an dieser Straße. Elisabeth von Elter, Witwe des Johann Mohr von Sötern († 1521) schrieb einen Brief an ihren Verwandten Ludwig von Sötern zwecks Erhaltung der Kapelle auf dem Peterberg, die schon erhebliche Baumängel aufwies:

„Kirch uff dem Berge Phede sampstag nach dem ostertag Anno 1539 Dem ernvesten Ludwig von sottern amptman zu Thanstein mynem Insonder Lieben warren und guten Freund.“

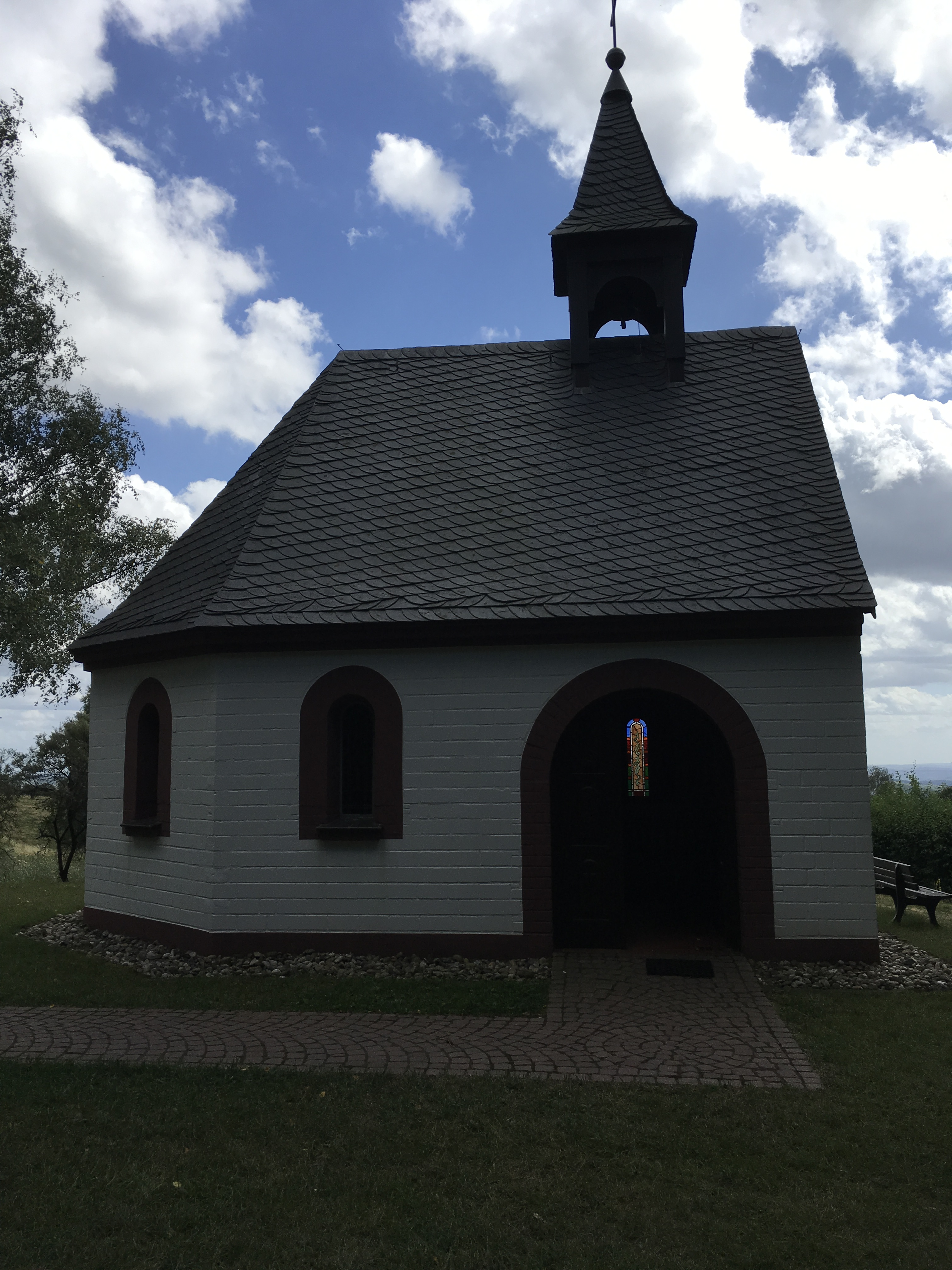
Ansicht auf die Nordseite mit geöffnetem Portal

Da die Kapelle zur Pastorei Sötern gehörte, die Untertanen des Ludwig von Sötern zu Schwarzenbach die Bauhilfe versagt hatten, wurde die Kapelle mit einer Meßstiftung begabt. Am 19. Oktober 1575 beantragte Johann IV., Vogt zu Hunolstein, beim Reichstag zu Regensburg einen Antrag auf Marktrecht. 1576 setzte die kaiserliche Administration die Herzöge von Lothringen, Pfalz-Zweibrücken und den Grafen von Nassau-Saarbrücken in Kenntnis und fragte damit an, ob es für die Nachbarn Nachteile brächte. Nachdem keine Einwendungen der Nachbarn erhoben wurden, verlieh Kaiser Rudolf II. dem Vogt zu Hunolstein am 29. April 1578 das Recht

„auf Montag nach Assumptionis Mariae zu Boosen auf dem Eberswald gelegen“

einen freien Jahrmarkt abzuhalten. Die Kapelle lag wegegünstig an einer alten Römerstraße St. Wendel – Trier. In der Skizze von 1550 wird sie als Fern Straß bezeichnet. Der Markt entwickelte sich zum Wallfahrtsort, er bekam eine so große Bedeutung, dass er auf den zweiten Pfingsttag verlegt und wegen des umfangreichen Angebotes auf zwei Tage ausgedehnt wurde. Aus dem Jahr 1623 gibt es einen Text eines Weistums. In diesem wird festgelegt, was an Abgaben verlangt wird und wie man mit Schlägern, Diebstahl und anderem Unbilligkeiten umzugehen habe:

„Item, wan es sach were, daß sich etliche vbel hielten, mit schlägen, diebstall oder anderen unbilligkeiten, als dan sollen die Markthueter oder der both zum negsten seyler gehen vnd bey dem genug seyl hohlen, die vebertretter der gerechtigkeit damit zu binden, aber die anderen seyler sollen ihme zu stewer kommen.“

Die Marktfreiheit lag bei einer Meile. Dem, der die Marktfreiheit brach, wurde in eine kurtrierische Marktbude, dem „lötschen“, geführt. Konnte der Brecher keinen Bürgen stellen, kam er nach Sötern ins Schloss, mittwochs auf die Brücke geführt und abgeurteilt.

„Item, wan einer dieses markts freyheit mit henden oder mit dem mundt brechen und er begrieffen wurde, so soll man ihnen in unsers gnäd. herrn. von Trier lötschen führen und daselbsten burge von ihme fordern; kann er burgen geben, so soll man ihnen sein kaufmanschafft treiben laßen; kann er aber nit burgen geben, so soll man ihnen nacher Soetern inß schloß gefenckniß nemmen undt auff die bruck stellen; undt da sollen die gemeine herren ihme gefangenen recht sprechen.“

1826 wurde der Markt, bedingt durch die Neufestsetzung der Grenzen durch den Wiener Kongress 1815 sowie durch Schlägereien, Saufgelage und (Glücks-)Spiel nach Sötern verlegt. Aus der Vergangenheit heraus lag der Petermarkt in einem „Vierländer-Eck“: Reichsherrschaft Dagstuhl (Mettnich, Mühlfeld (heute Primstal) und Eiweiler), Herzogtum Lothringen (Kastel), Kurtrier (Braunshausen) und Reichsherrschaft Eberswald (Bosen und Schwarzenbach). Dazu gibt es zwei amtliche Verordnungen:

„Montag, den 13. Februar 1826 – Nr. 7 Obrigkeitliche Bekanntmachungen – Regierung: Es wird hierdurch zur öffentlichen Kenntnis gebracht, daß der bislang auf diesseitigem Theile des s.g. Peterberges am 2ten Pfingtstage gehaltene Jahrmarkt wegen der aus dessen Lage vielfältig entstandenen Unordnungen für die Zukunft nach Sötern verlegt ist. Birkenfeld, aus der Regierung, den 25. Januar 1826.“

„Die in der Regierungs-Bekanntmachung vom 25. Januar d.J. angezeigte Verlegung des s.g. Petersberger Jahrmarktes nach Soetern wird hiedurch ist dem Anfügen in Erinnerung gebracht, dass der am 2ten Pfingstage auf dem Königl. Preußsischen Gebiete gehörende Theile des s.g. Petersberges bisher gehaltene Jahrmarkt ebenfalls gänzlich aufgehoben worden ist. Birkenfeld, aus der Regierung, den 21. März 1826.“

Mit dieser Bekanntmachung erlosch eine 300-jährige Markttradition. Der Markt überlebte noch weitere 12 Jahre, denn am 7. Mai 1838 gab die Regierung bekannt, dass der

„am zwoten Pfingsttage zu Sötern abgehaltene Jahrmarkt auf Antrag der Ortsbehörde aufgehoben ist.“

Auf der Höhe des Peterberges wurde es ruhig: Marktbesucher, Handelsleute, Gaukler, Krämer und Pilger blieben aus. Die Kapelle fand danach keine Beachtung mehr, verfiel und wurde von einem Eiweiler Bauer geschleift. Dieser verwendete die Reste als Baumaterial für den in unmittelbarer Nähe aufgebauten Bauernhof. Am 26. Januar 1852 verschwand der Bauer Nikolaus Haupenthal auf dem Weg vom Peterberg zu den Seinen. Der Hof wurde von den Angehörigen 1860 aufgegeben. Aus der Marktzeit sind Münzfunde belegt.

## Verein
1975 fand sich eine Interessengemeinschaft zusammen, die das Ziel verfolgte, die Kapelle wieder zu errichten. Im Mai 1980 trafen sich die Ortsvorsteher der beteiligten Dörfer sowie deren Bürgermeister in Eiweiler und stimmten dem Vorhaben zu. Das Kreisbauamt St. Wendel empfahl, das Kirchlein im romanischen Stil auszuführen, da dieses vermutlich in der Frühromanik bereits erbaut worden war. Am 15. März 1981 fand im Kolpinghaus Schwarzenbach die Gründungsversammlung statt, 28 Teilnehmer folgten der Einladung, 18 erklärten ihren Beitritt. Der Name des Vereins lautet Verein für den Wiederaufbau der Peterkapelle e. V. Seine Ziele lauten:

„Der Verein ist für die Errichtung und Unterhaltung der Kapelle verantwortlich. Wir fühlen uns der jahrhundertelangen Tradition verpflichtet und dem Erbe unserer Vorfahren verpflichtet. Der Neubau wird auf den Fundamenten der alten Wallfahrts- und Marktkapelle errichtet, dadurch wird eine kulturhistorische Tradition fortgesetzt.“

Der Leitspruch des Vereines stammt aus der Urkunde von 1550: di peter kirch dabey der markt gehalten wird.

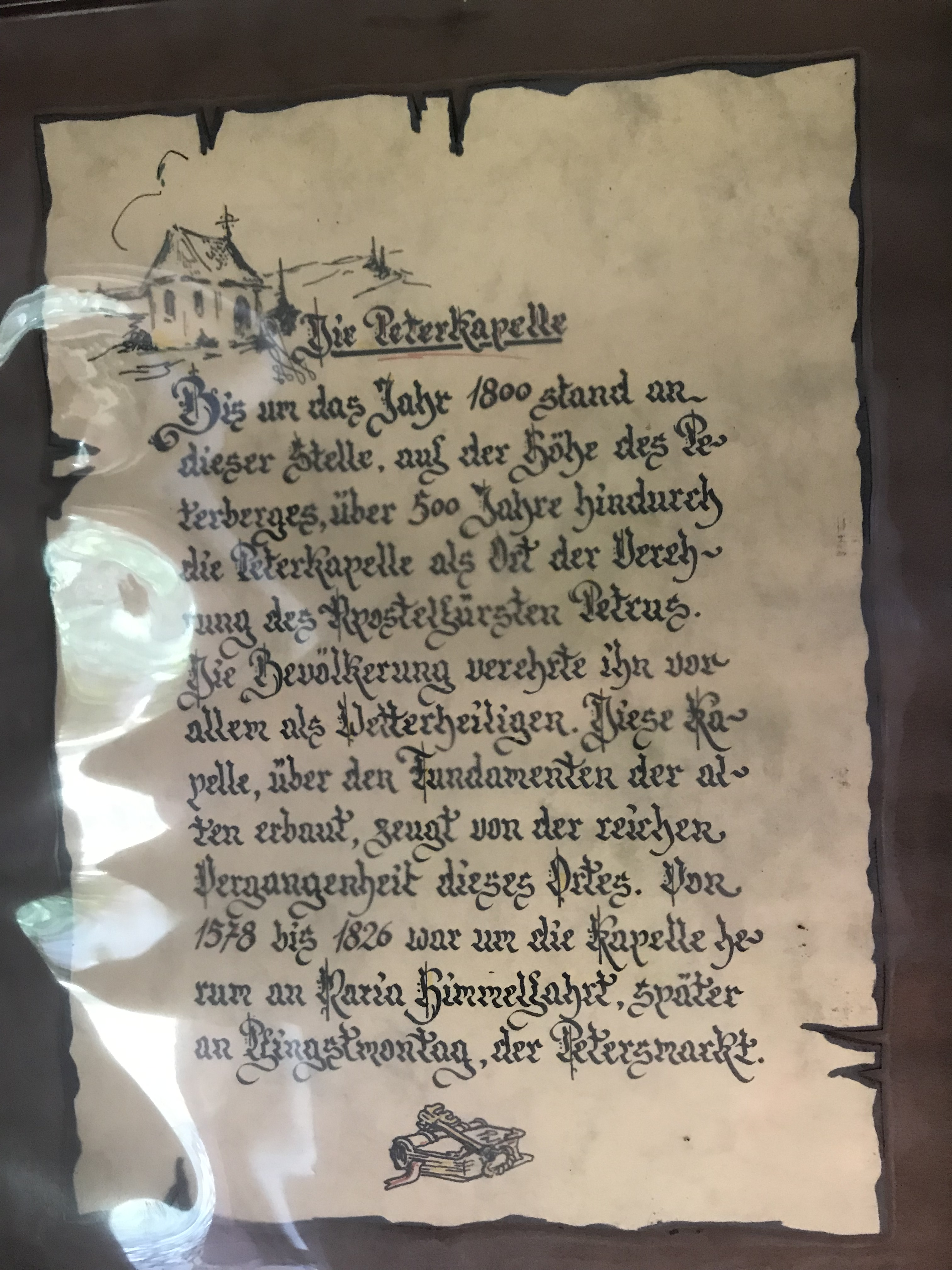
Ein kurzer geschichtlicher Abriss zur Kapellengeschichte

Da dem Verein jegliche finanziellen Mittel fehlten, wurden von Hermann Scheid erfolgreich Spendenaufrufe getätigt. Am 2. Dezember 1993 wurde ein neuer Vorstand gewählt. Hermann Scheid kandidierte nicht mehr für den Vorsitz.

## Wiederaufbau

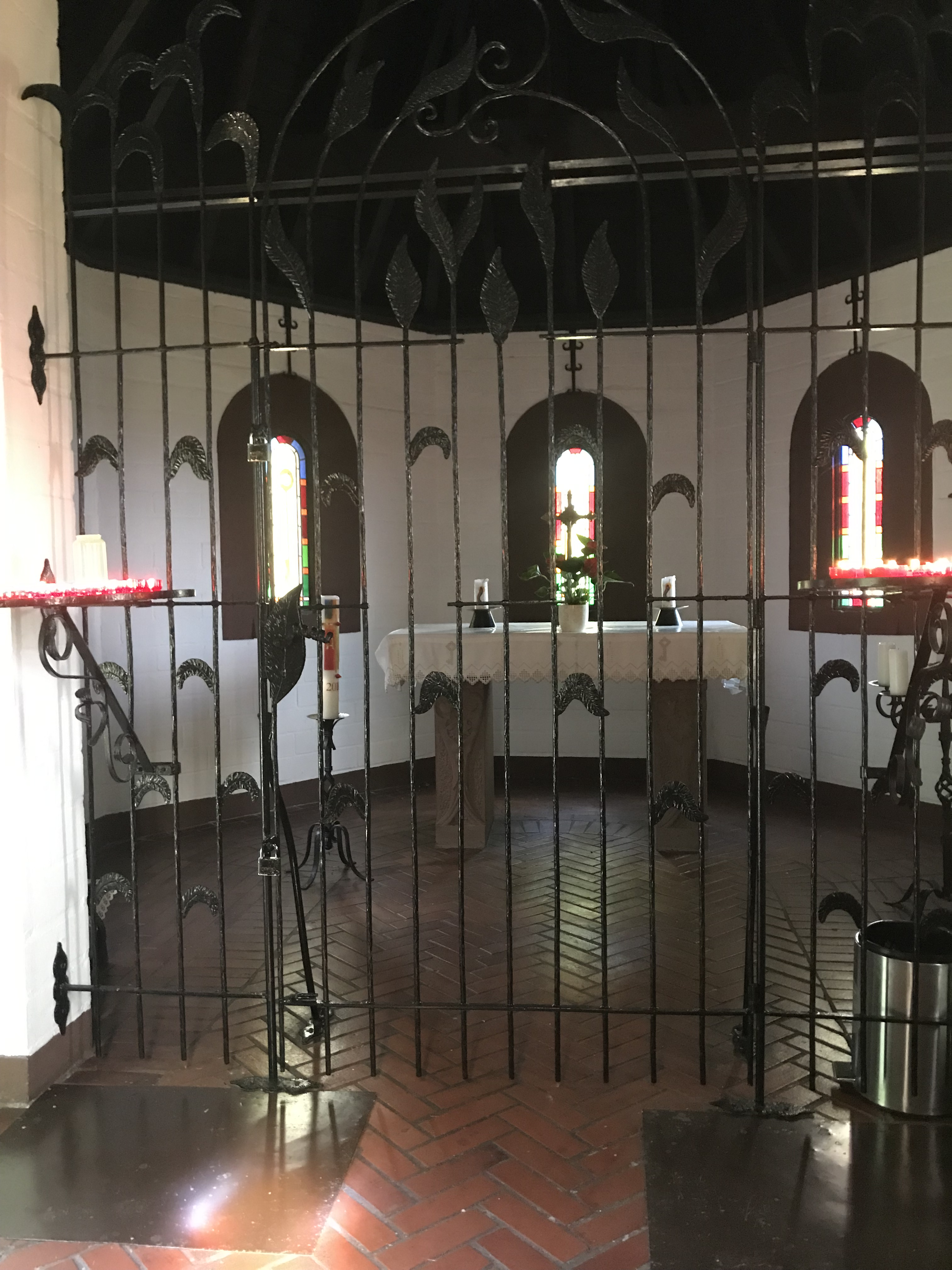
Innenansicht des Altarraumes. Der Altartisch stammt aus der alten Primstaler Kirche

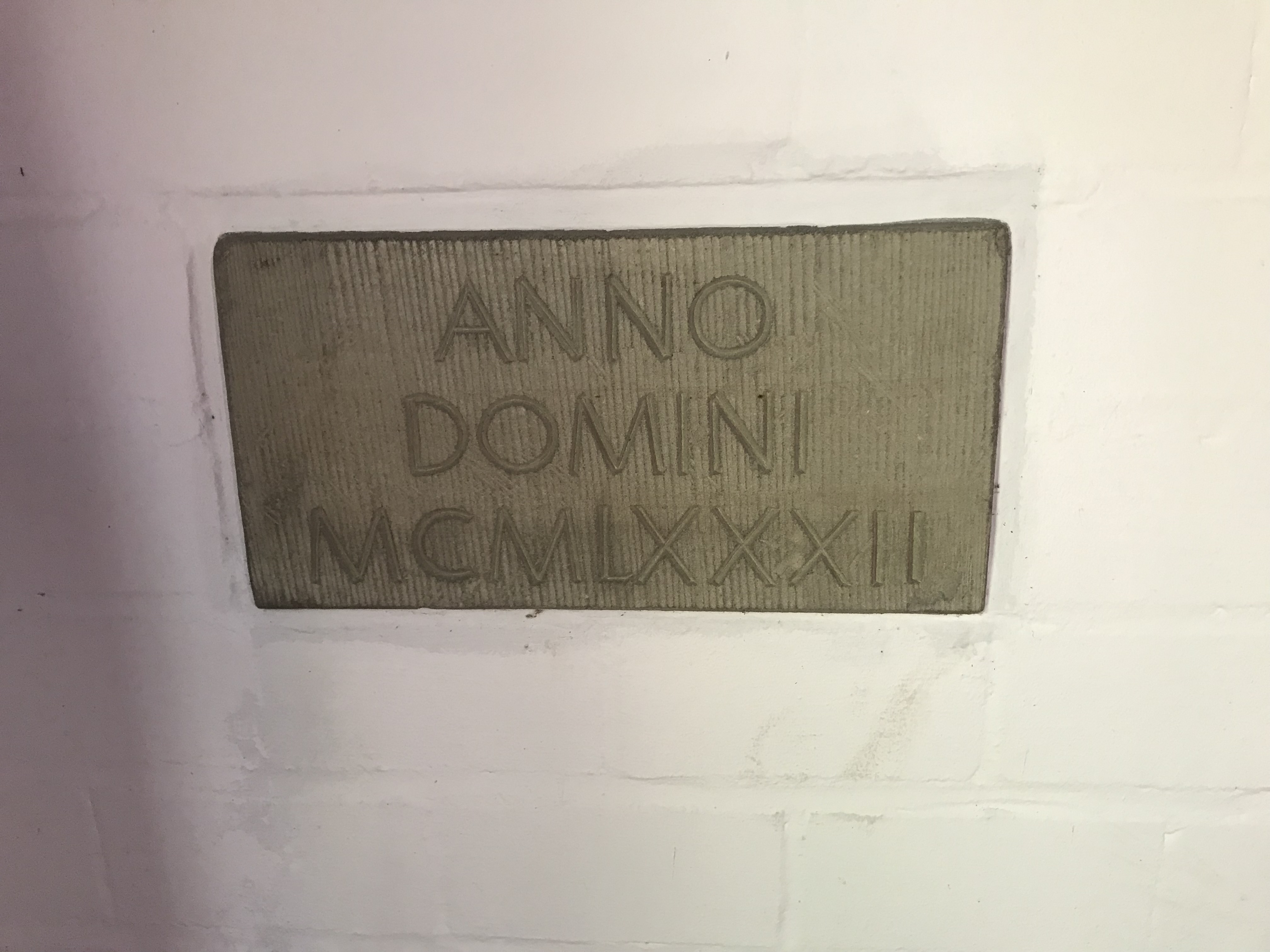
Grundstein Peterbergkapelle

Im Sommer 1981 begann man mit dem Auskoffern des Fundamentes, im Spätherbst war die Bodenplatte fertig. Hermann Scheid legte selbst Hand mit an. Am 11. August 1982 erfolgte das Richtfest. Am Sonntag, dem 5. September 1982 war die Bevölkerung zur Grundsteinlegung eingeladen. Im Festzelt hielten Pastor Gerhards (Kastel, kath.) und Pfarrer Scherz (Sötern, evang.) den gemeinsamen Gottesdienst. Die versiegelte Kupferhülse mit der Urkunde und einer Tageszeitung wurden von Hermann Scheid und dem damaligen Landrat Marner in den Grundstein eingebracht. Die Einweihung der Kapelle war am 25. Juni 1983.
Nachdem die Bevölkerung im Laufe Jahre immer wieder nach dem Türmchen fragte, so wie es im ersten Entwurf geplant war, befasste sich der Vorstand 1995 mit diesem Vorhaben und vergab dazu einen Planungsauftrag. Im Herbst 1997 waren die Arbeiten dazu beendet: es wurde wie im ersten Entwurf gestaltet.
Der Altartisch stammt aus der alten Primstaler Kirche. Die Fenster der Kapelle schuf die Künstlerin Ursula Krewer-Bordbach.
In der Nacht von Sonntag auf Montag, dem 10. August 2015 haben Unbekannte gezündelt, so dass eine Holzbank vollkommen zerstört wurde. Durch den Brand eines Plastikeimers und der vorhandenen Kerzen wurde der Innenraum stark verrußt und es entstand ein hoher Sachschaden. Dadurch war die Kapelle für ein halbes Jahr nicht begehbar. Inzwischen ist die Kapelle als 3-D Puzzle erhältlich.